# Chris Shiflett
Christopher Aubrey "Chris" Shiflett (ur. 6 maja 1971 w Santa Barbara) – amerykański muzyk, znany głównie jako gitarzysta zespołu Foo Fighters.

## Kariera
Shiflett dołączył do Foo Fighters w 1999, po wydaniu ich trzeciego albumu, There Is Nothing Left to Lose. Po raz pierwszy zagrał z nimi w 2002 na albumie One by One. Przed dołączeniem do Foo Fighters grał w punk rockowym zespole No Use for a Name. Gdy lider Foo Fighters, Dave Grohl, przeprowadzał przesłuchanie po odejściu z formacji dwóch gitarzystów, Shiflett opuścił No Use for a Name. Obecnie gra również w Me First and the Gimme Gimmes, jego własnym projekcie Jackson United i w Viva Death wraz z jego bratem, Scottem. W wielu projektach muzycznych używa scenicznego pseudonimu Jake Jackson. W 2009 muzyk grał w zespole The Real McCoy, którego liderem był Andy McCoy, gitarzysta fińskiego zespołu rockowego Hanoi Rocks. Grupa The Real McCoy rozpadła się po trzech występach.
W 2010 Shiflett założył side-project grający muzykę country – Chris Shiflett & the Dead Peasants.

## Dyskografia
- 1997: No Use for a Name – Making Friends
- 1997: Me First and the Gimme Gimmes – Have a Ball
- 1998: Swingin’ Utters – Five Lessons Learned (gitara prowadząca w utworach "I Need Feedback" oraz "United 21")
- 1998: Me First and the Gimme Gimmes - Are a Drag
- 1999: No Use for a Name - More Betterness!
- 2001: Me First and the Gimme Gimmes - Blow in the Wind
- 2001: Me First and the Gimme Gimmes - Turn Japanese
- 2002: Foo Fighters – One by One
- 2003: Me First and the Gimme Gimmes - Take a Break
- 2004: Me First and the Gimme Gimmes - Ruin Jonny’s Bar Mitzvah
- 2005: Foo Fighters - In Your Honor
- 2006: Me First and the Gimme Gimmes - Love Their Country
- 2006: Viva Death - One Percent Panic
- 2007: Jesse Malin - Glitter In The Gutter (gitara w utworze "Prisoners Of Paradise")
- 2007: Foo Fighters - Echoes, Silence, Patience & Grace
- 2008: Me First and the Gimme Gimmes - Have Another Ball
- 2008: Jackson United – Harmony and Dissidence
- 2010: Chris Shiflett & the Dead Peasants - Chris Shiflett & the Dead Peasants
- 2011: Me First and the Gimme Gimmes - Go Down Under
- 2011: Foo Fighters - Wasting Light
- 2014: Foo Fighters - Sonic Highways
- 2015: Foo Fighters - Saint Cecilia EP

## Filmografia
- Sound City (jako on sam, 2013, film dokumentalny, reżyseria: Dave Grohl)[5]